# Atteinte à la dignité
En droit, l'atteinte à la dignité est la violation de la dignité humaine d'une personne. 
La notion a une application variable selon les pays. Certains pays la traitent principalement comme une infraction pénale, d'autres y voient plutôt la violation d'un droit constitutionnel dont l'effet est de mettre en jeu la responsabilité civile. 

## Droit par pays

### Droit canadien
La Charte canadienne des droits et libertés ne reconnaît pas expressément le droit à la sauvegarde de la dignité. Les recours pour atteinte à la dignité sont de droit provincial. La notion de dignité dans la Charte canadienne intervient surtout en droit pénal dans le contexte de la prohibition des peines cruelles et inusitées par l'État à l'article 12 de la Charte canadienne des droits et libertés.  

#### Droit québécois
En droit québécois, le droit à la sauvegarde de la dignité est un droit prévu à l'article 4 Charte des droits et libertés de la personne. Cette loi quasi-constitutionnelle protège les droits de la personne et une atteinte illicite à ces droits entraîne le paiement de dommages-intérêts. 
Il existe des courants jurisprudentiels contradictoires concernant l'atteinte à la dignité : certaines décisions des tribunaux y voient un droit au respect de sa personne, d'où l'expression « respect de la dignité » au préambule de la Charte québécoise , tandis qu'un jugement plus récent de la Cour suprême affirme qu'il s'agirait en réalité du droit au respect dans le contexte particulier de la sauvegarde des attributs fondamentaux de l'être humain. 
Ce deuxième courant veut éviter une interprétation trop large du droit et rejette l'idée que de simples manques de civilité peuvent porter atteinte à l'« humanité de chaque personne dans ses attributs les plus fondamentaux », au sens de la Déclaration universelle des droits de l'homme qui fut adoptée à la suite des atrocités commises pendant la Seconde Guerre mondiale. L'arrêt Ward insiste sur le degré de gravité élevé de l'atteinte et réitère les enseignement de la décision Québec (Curateur public) c. Syndicat national des employés de l'hôpital St-Ferdinand ; dans cette affaire, l'intégrité biologique des patients d'un hôpital avait été remise en cause à la suite d'une grève illégale.

### Droit français
En droit français, le droit à la dignité est un principe à valeur constitutionnelle, il est reconnu au Code civil (art. 16) et le Code pénal français prévoit à son chapitre V des sanctions pour atteinte à la dignité.